# HMCS Baddeck (1940)
HMCS Baddeck (K147) (с англ. — «Его Величества Канадский Корабль «Бэддек»») — корвет типа «Флауэр», служивший в Королевском военно-морском флоте Канады в годы Второй мировой войны. Назван в честь деревни Бэддек канадской провинции Новая Шотландия. Нёс службу в составе Западных местных конвойных сил, участвовал в операции «Нептун». После вывода корабля из состава КВМФ Канады его номер K147 используется Королевским канадским морским корпусом кадетов.

## Проект «Флауэр»

### Общее описание

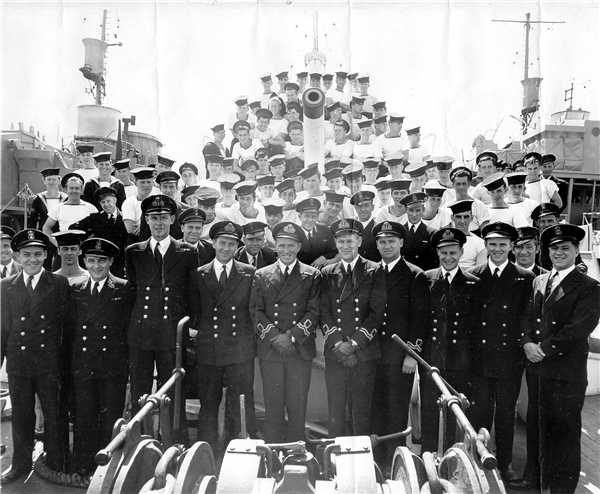
Экипаж «Бэддека»

Корветы типа «Флауэр», состоявшие на вооружении Королевского ВМФ Канады во время Второй мировой войны (такие, как «Бэддек»), отличались от более ранних и традиционных корветов с днишевыми колонками. Французы использовали наименование «корвет» для обозначения небольших боевых кораблей; некоторое время британский флот также использовал этот термин вплоть до 1877 года. В 1930-е годы в канун войны Уинстон Черчилль добился восстановления класса «корвет», предложив называть так маленькие корабли сопровождения, схожие с китобойными судами. Новому типу корветов было присвоено название «Флауэр»; корветам, как следовало из наименования этого типа, присваивали имена цветов.
Корветы, принятые на вооружение Королевским военно-морским флотом Канады, были названы преимущественно в честь канадских местечек, жители которых участвовали в строительстве кораблей. Эту идею отстаивал адмирал Перси Уокер Неллз. Компании, финансировавшие строительство, как правило, были связаны с местечками, в честь которых был назван каждый корвет. Корветы британского флота занимались сопровождением в открытом море, корветы канадского флота — береговой охраной (играя преимущественно вспомогательную роль) и разминированием. Позже канадские корветы были доработаны так, чтобы нести службу и в открытом море.

### Технические характеристики

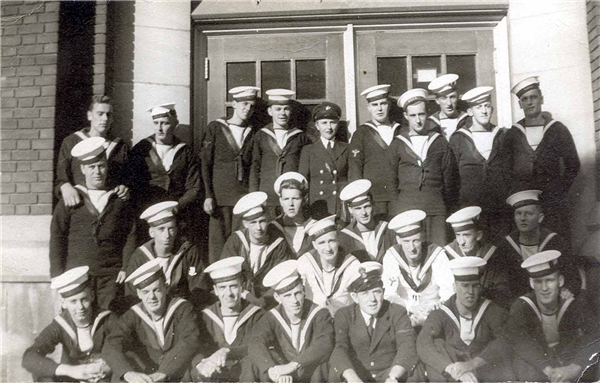
Экипаж «Бэддека» в 1943 году

Корветы типа «Флауэр» имели следующие главные размерения: длина — 62,5 м, ширина — 10 м, осадка — 3,5 м. Водоизмещение составляло 950 т. Основу энергетической установки составляла 4-тактная паровая машина тройного расширения и два котла мощностью 2750 л.с. (огнетрубные котлы Scotch у корветов программы 1939—1940 годов и водотрубные у корветов программы 1940—1941 годов). Тип «Флауэр» мог развивать скорость до 16 узлов, его автономность составляла 3500 морских миль при 12 узлах, а экипаж варьировался от 85 (программа 1939—1940 годов) до 95 человек (программа 1940—1941 годов).
Главным орудием корветов типа «Флауэр» было 102-мм морское орудие Mk IX. Зенитное вооружение состояло из спаренных 12,7-мм пулемётов Vickers и 7,7-мм пулемётов Lewis, позже заменённых на сдвоенные 20-мм пушки «Эрликон» и одиночные 40-мм орудия Mk VIII. В качестве противолодочного оружия использовались бомбосбрасыватели Mk II. Роль радиолокационного оборудования играли радары типа SW1C или 2C, которые по ходу войны были заменены на радары типа 271 для наземного и воздушного обнаружения, а также радары типа SW2C или 2CP для предупреждения о воздушной тревоге. В качестве сонаров использовались гидроакустические станции типа 123A, позже заменённые на типы 127 DV и 145.

## Строительство
«Бэддек» заказан 22 января 1940 года в рамках программы строительства корветов типа «Флауэр» на 1939 и 1940 годы. Заложен 14 августа 1940 года компанией «Davie Shipbuilding and Repairing Co. Ltd.» в Лозоне, Квебек. Спущен на воду 20 ноября 1940 года и принят в состав КВМФ Канады 18 мая 1941 года в Квебеке. Несколько раз за свою службу отправлялся обратно в порты из-за проблем с двигателем. За весь 1941 год двигатель отказывал трижды, после чего в течение первой половины 1942 года корвет стоял на ремонте.

## Служба

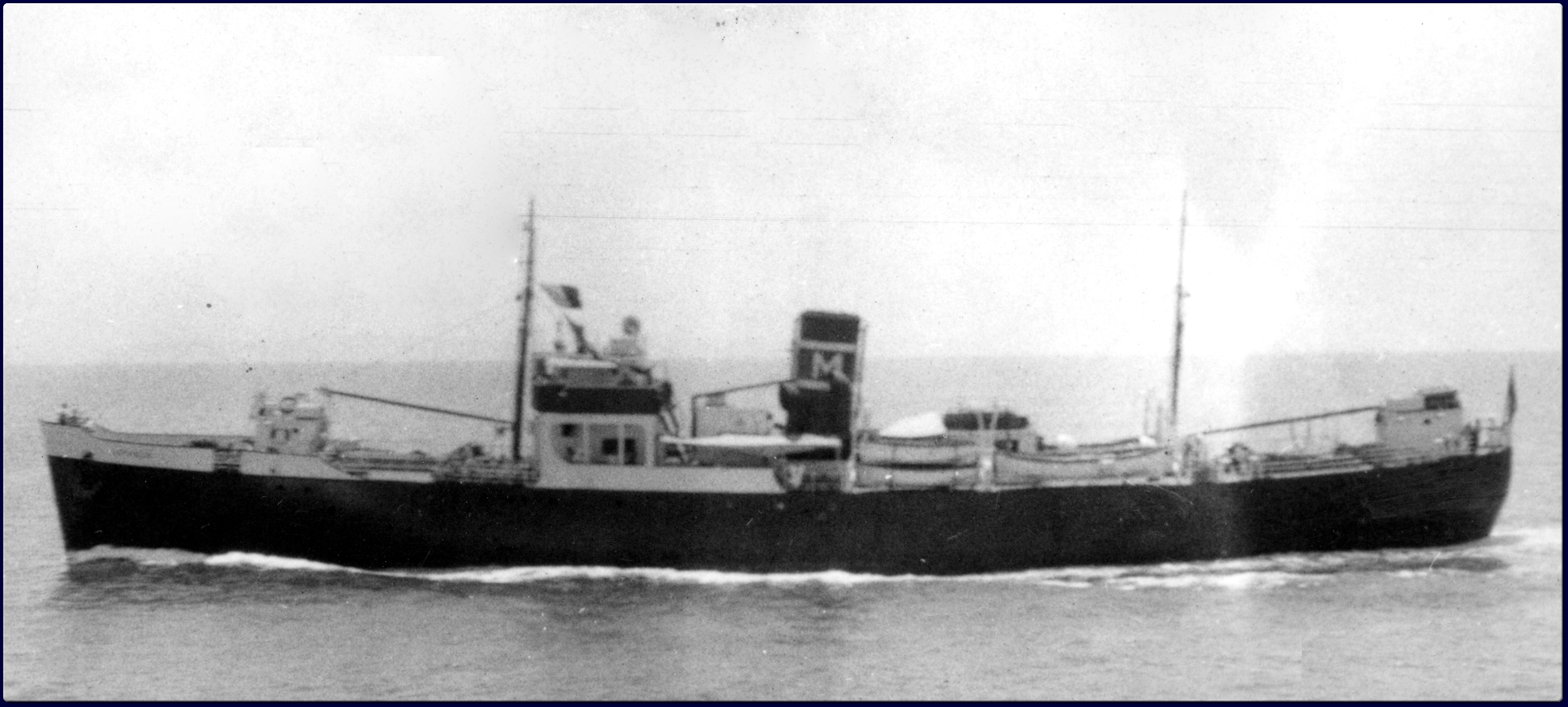
Грузовое судно Efthania около 1947 года

В июне 1941 года «Бэддек» получил задание сопроводить торговое судно «Леди Родни» (исп. SS Lady Rodney) из Квебека в Галифакс, но из-за неполадок с двигателем вынужден был вернуться в порт. В сентябре 1941 года сопровождал то же судно из Галифакса на Ямайку, весь путь прошёл с неполадками в двигателе. После ремонта отправился в Ньюфаундленд для исполнения обязанностей корабля сопровождения.

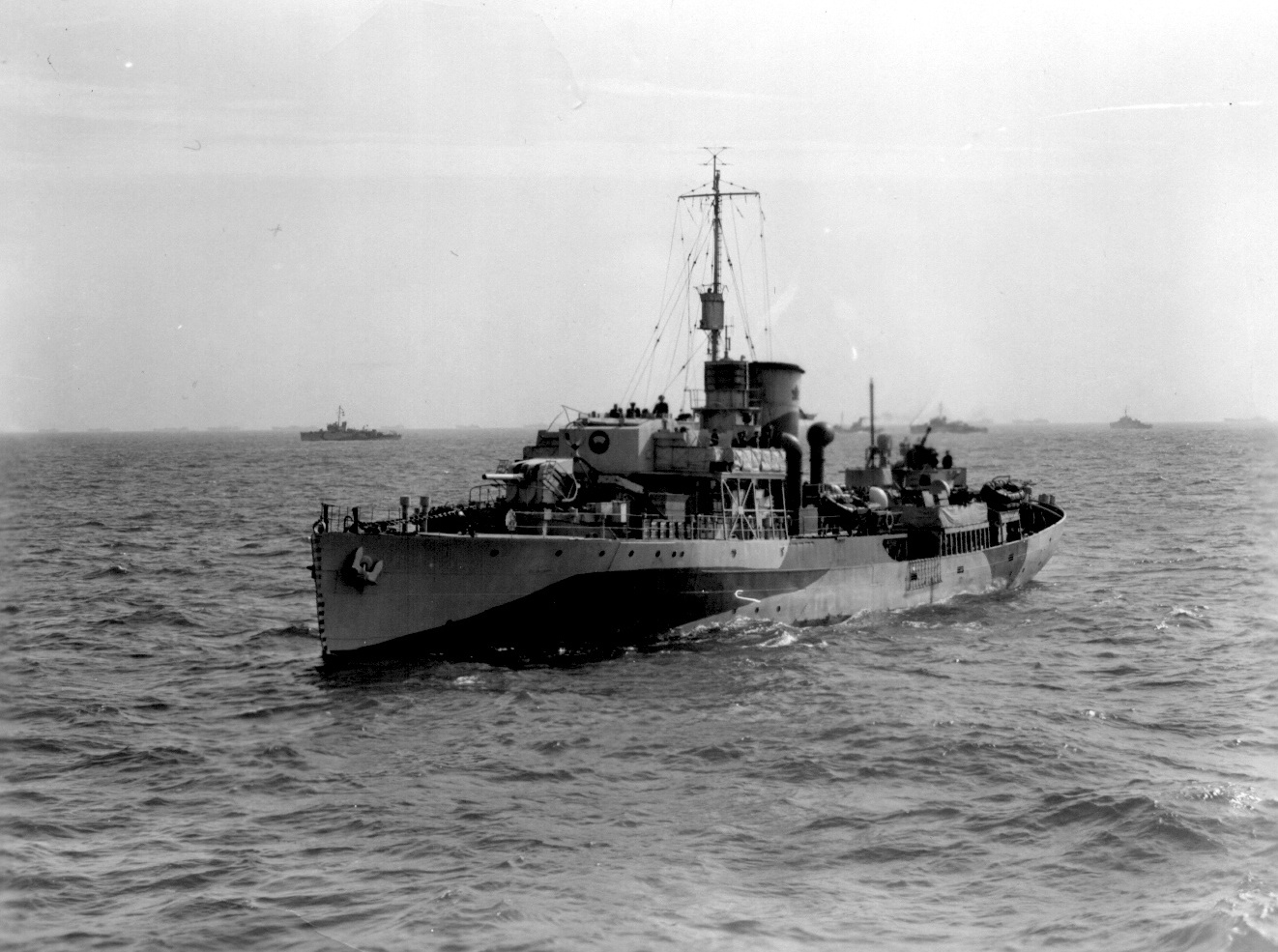
HMCS Baddeck в 1944 году

5 октября 1941 года корабль сопровождал конвой SC-48 по маршруту Сидней (Новая Шотландия) — Исландия. Девять кораблей конвоя было потеряно после атаки немецких подлодок у побережья Гренландии. 17 октября 1941 года экипажем «Бэддека» были спасены двое человек с норвежского сухогруза «Барфонн», торпедированного U-432. С середины декабря 1941 года корвет стоял на ремонте в исландском Хвалфьорде и в июне 1942 года вернулся к службе, заступив в состав Западных местных конвойных сил (WLEF). В ноябре 1942 года прибыл в Лондондерри, откуда выходил с целью сопровождения средиземноморских конвоев в течение 4 месяцев.
В апреле 1943 года «Бэддек» вступил в состав конвойной группы C4, совершив с ней два перехода через Атлантику, после чего в середине июля вернулся в Западные местные конвойные силы, войдя в состав конвойной группы W-2. В августе 1943 года встал на ремонт в Ливерпуле (Новая Шотландия), в ходе которого был расширен бак. Пребывал в составе WLEF до марта 1944 года, после чего вошёл в конвойную группу EG-9 британских ВМС, базировавшуюся в Лондондерри. В апреле 1944 года переведён в Портсмут под крыло Западного командования, участвовал в операции «Нептун» (морская фаза операции «Оверлорд». 13 июня 1944 года «Бэддек» отразил атаку торпедных катеров. В сентябре 1944 года перешёл под Норское командование в Ширнессе, 24 мая 1945 года отправлен домой после завершения войны.
4 июля 1945 года в Квебеке «Бэддек» исключён из состава канадского флота и продан для гражданской службы, став сухогрузом «Эфтания» с водоизмещением 771 т. В 1948 году переименован в «Юсуф З. Алиреза», в 1954 — в «Аль-Мансур», в 1955 — в «Радва». В 1965 году окончательно переименован в «Эви», плавал под греческим флагом. 11 марта 1966 года сел на мель в Красном море в 4 морских милях от саудовского города Джедда. В том же году пущен на слом.
В Музее Королевского канадского легиона в Бэддеке находится табличка изготовителя, установленная на корвете «Бэддек».

## Командиры
С момента принятия корвета «Бэддек» в состав КВМФ Канады и до завершения боевых действий Второй мировой войны в Европе корветом командовали следующие офицеры:
| Воинское звание     | Имя командира          | Оригинал имени           | Начало службы   | Конец службы    |
| ------------------- | ---------------------- | ------------------------ | --------------- | --------------- |
| Лейтенант           | Алан Герберт Истон     | Alan Herbert Easton      | 10 апреля 1941  | 5 апреля 1942   |
| Лейтенант           | Уильям Эрнест Николсон | William Ernest Nicholson | 6 апреля 1942   | 20 апреля 1942  |
| Лейтенант           | Лиссон Гордон Камминг  | Lysson Gordon Cumming    | 21 апреля 1942  | 5 октября 1942  |
| Лейтенант           | Джон Брок              | John Brock               | 6 октября 1942  | 17 октября 1943 |
| Лейтенант           | Грант Каллен Браун     | Grant Cullen Brown       | 18 октября 1943 | 19 апреля 1944  |
| Лейтенант-коммандер | Фрэнк Годдард Хатчингс | Frank Goddard Hutchings  | 20 апреля 1944  | 23 июля 1944    |
| Лейтенант           | Клод Лэйн Кэмпбелл     | Claude Lane Campbell     | 24 июля 1944    | 14 октября 1944 |
| Лейтенант           | Дуглас Хортон Тоузер   | Douglas Horton Tozer     | 15 октября 1944 | 4 июля 1945     |